# Gunstett
Gunstett is een gemeente in het Franse departement Bas-Rhin (regio Grand Est) en telt 700 inwoners (2004).

## Geschiedenis
Gunstett maakte deel uit van het arrondissement Wissembourg tot dit op 1 januari 2015 fuseerde met het arrondissement Haguenau tot het huidige arrondissement Haguenau-Wissembourg. Op 22 maart van datzelfde jaar ging ook het kanton Wœrth, waar de gemeente onder viel, op in het op die dag gevormde kanton Reichshoffen.

## Geografie
De oppervlakte van Gunstett bedraagt 6,3 km², de bevolkingsdichtheid is 111,1 inwoners per km².
De onderstaande kaart toont de ligging van Gunstett met de belangrijkste infrastructuur en aangrenzende gemeenten.

## Demografie
Onderstaande figuur toont het verloop van het inwonertal (bron: INSEE-tellingen).